# Biblioteca de la Academia de Artillería
La Biblioteca de la Academia de Artillería está situada en Segovia, España, en el Exconvento de San Francisco. 
Forma parte de la Academia de Artillería y es la heredera de la ubicada en el Alcázar de Segovia antes de su incendio. Tiene un número de volúmenes cercano a los 50000 ejemplares de obras científicas, en particular de matemáticas, geometría, física, astronomía, química, fortificaciones, navegación e historia natural.
En ella se encuentra –solo teniendo en cuenta la parte científica y militar- toda la ciencia europea de los siglo XVIII y XIX y toda la tratadística artillera y de fortificación de los cinco últimos siglos. 

## Historia

### Fundación
El Conde de Gazola por iniciativa de Carlos III, fundó el 16 de mayo de 1764 el Real Colegio de Artillería en el Alcázar de Segovia, una academia militar que llegó a ser uno de los centros de enseñanza más destacados del panorama científico y militar de la Ilustración Española.
El nacimiento de la Biblioteca coincide con el de la Academia, en un principio asumió los volúmenes de la Escuela de Artillería de Cádiz, la cual había asumido los fondos de la Real Sociedad Militar Matemática de Madrid y de la Escuela Teórica de Artillería de Barcelona. La preocupación por ella fue constante y contando desde sus inicios con presupuesto para la compra de libros y otros efectos, como lo atestiguan los catálogos manuscritos que en la actualidad se conservan en la Biblioteca. La colección creció de forma admirable en la primera etapa del Colegio.
Es de destacar la producción editorial propia del Colegio de Artillería. Desde el principio el profesorado puso un gran empeño en la elaboración de textos y manuales específicos para la docencia, entre ellos están los cuatro tomos del  “Curso matemático de Giannini” (1779 - 1803), “El tratado de artillería de Morla”, editado entre 1784 y 1786,  que fue completado en 1803 con la publicación de un tomo de láminas grabadas al cobre por grabadores de la Imprenta Real.

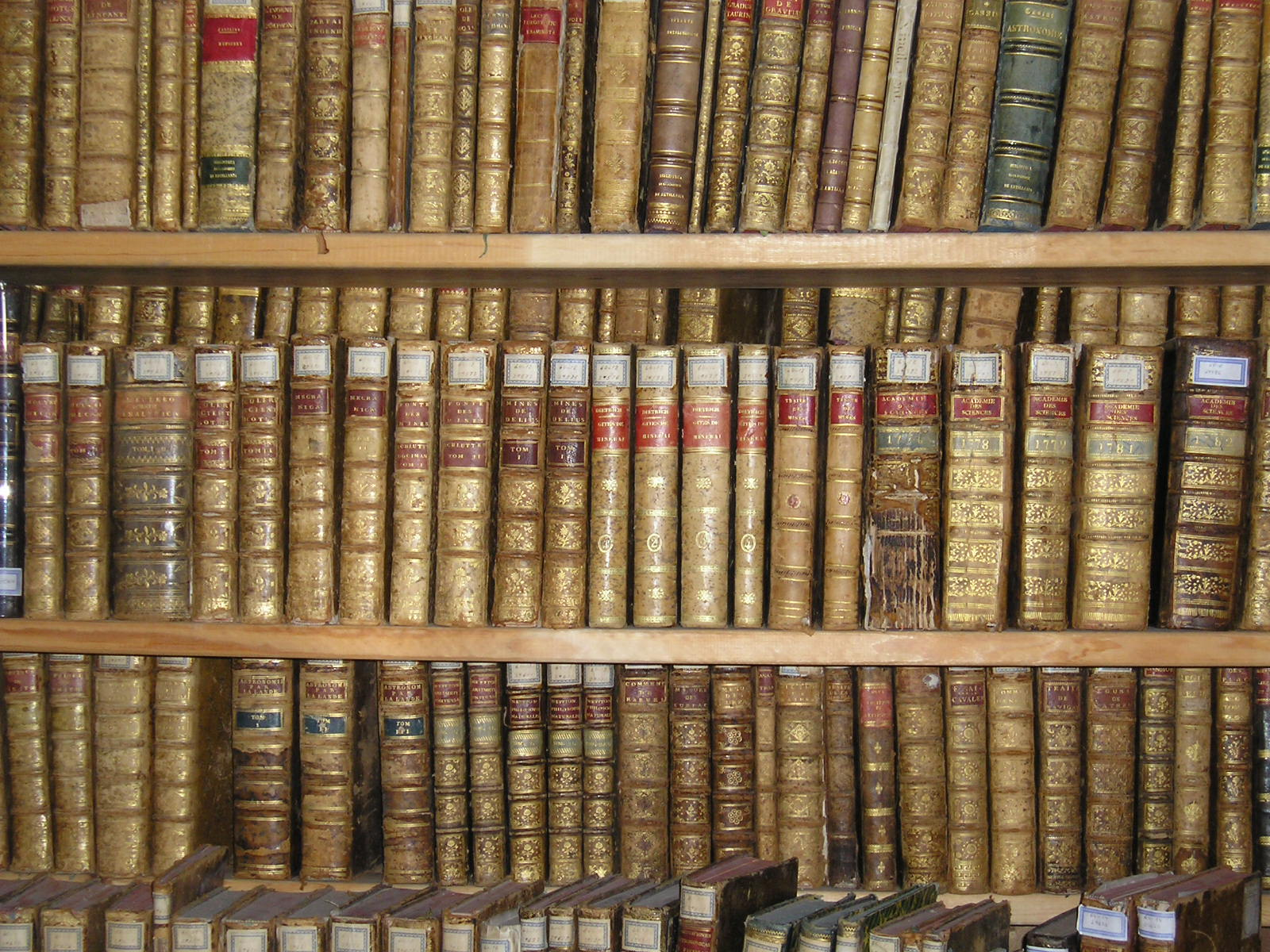
Cuando el 6 de marzo de 1862 se declaró un incendio en el Alcázar, los 11.000 volúmenes con los que contaba se vieron reducidos a 297, los cuales se conservan en la estantería n.º 64 de la biblioteca actual.

### En la Guerra de la Independencia
La historia del Real Colegio se interrumpió con la Guerra de la Independencia. La institución se vio obligada a trasladarse a otras tierras, quedando de momento los libros en el Alcázar en cajones dispuestos para el traslado. Tras la batalla de Salamanca, el Capitán Antonio Lóriga los rescató y los llevó a Palma de Mallorca (donde estuvo el Colegio) hasta 1813.
A la vuelta del Colegio a Segovia, se repusieron las pérdidas y en 1816 se construyó una bella estantería con capacidad para 13.000 volúmenes en la Sala de Reyes del Alcázar.
En 1823 el Colegio se trasladó a Badajoz, pero los libros permanecieron en el Alcázar donde en 1825 se estableció el colegio General Militar, que se hizo cargo de los libros, pasando en 1830 a Alcalá de Henares.
A finales de 1839 retornó de nuevo el Colegio de Artillería a Segovia, recuperando de nuevo su Biblioteca. Esta, a pesar de los traslados, no dejó de incrementarse.

### Incendio del Alcázar de Segovia
Cuando el 6 de marzo de 1862 se declaró un incendio en el Alcázar, los 11.000 volúmenes con los que contaba se vieron reducidos a 297, los cuales se conservan en la estantería n.º 64 de la biblioteca actual. Gracias a los donativos, tanto en metálico como en libros, de los propios artilleros y sus familias, la Biblioteca se recuperó y se acrecentó.

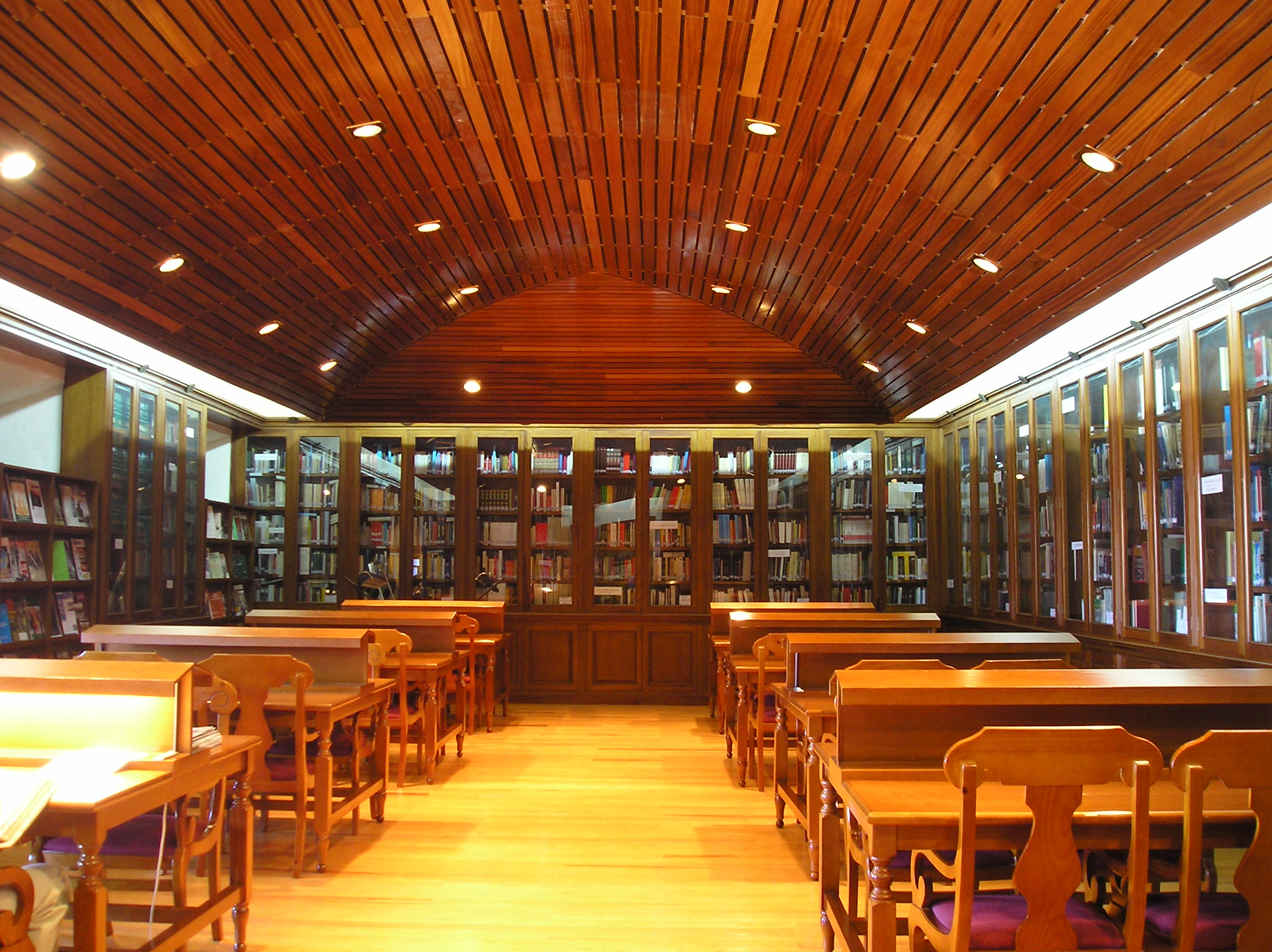
Sala de Lectura de la Biblioteca de la Academia de Artillería.

### Traslado al Convento de San Francisco
Tras el incendio, el Colegio de Artillería se trasladó al Convento de San Francisco, su actual sede. La Biblioteca estuvo situada en distintas dependencias, destacando el periodo en el que se asentó en el claustro plateresco, pero en la actualidad se encuentra enclavada en la planta alta de la fachada principal de la Academia.

## Composición
Sus fondos tienen una amplia composición por materias, desde la arquitectura civil y militar, la tratadística artillera y de fortificación, el arte y arquitectura naval, la tecnología industrial y todo lo concerniente al arte militar; pasando por las matemáticas, la física, la geometría, la astronomía y llegando a lo que en el siglo XVIII eran prácticamente ciencias nuevas como la química, la óptica, y los primeros tratados de electricidad o botánica.
La biblioteca cuenta con alrededor de 50 000 volúmenes entre los que destacan:
- Libros de los siglo XVI, XVII, XVIII, XIX y XX
- Manuscritos
- Publicaciones periódicas de los siglo XVIII, XIX y XX
- Literatura gris (textos ligados a la enseñanza).
- Fotografías.
- Atlas de los siglos XVII y XVIII

El porqué de la existencia de estos fondos tiene que ver con las circunstancias históricas que rodean la formación del Colegio de Artillería y la Ilustración: el Estado del siglo XVIII tenía mucho interés por promover los estudios científicos en las Academias Militares para la buena formación de sus cuadros, y la de Segovia no fue una excepción, trayendo profesores extranjeros como Luís Proust.
Para dar una idea de lo valiosos de sus fondos puede servir esta breve relación:
- Bula fechada en Madrid en 1773 y expedida por el Arzobispo de Farsalia e Inquisidor General D. Manuel Quintana Bonifaz, por la cual se autorizaba al director y 5 profesores para poder leer los libros prohibidos.
- Hoja de Servicios del Capitán Daoiz (1804).
- Último índice de los libros prohibidos (1790).
- Tratados de Artillería: Ufano (1612); Morla (1816).
- El perfecto artillero. Firrufino (1642).
- Memorial de los Reyes Católicos. Lorenzo Galindez de Carvajal (1472-1528?). El presente manuscrito es una copia que por el carácter de su grafía corresponde al siglo XVII.
- Historia de la ciudad de Segovia. Diego de Colmenares, 2.ª edición (1640).
- Plática manual de artillería. Collado (1592).
- Matemáticas Catáneo (1567).
- Aritmética logarítmica. Briggs (1628).
- Traite del horloges marines (Tratado de los relojes marinos). Berthoud (1773).
- Philosophiae naturalis principia mathematica. Newton (1739).
- Arquitectura. Vitrubio (1787).
- Ordenanzas Generales de la Armada Naval. (1793).
- Atlas Blaviano. Martino Martinio (1659).

### SigloXVI

#### Tratadística artillera y de fortificación
- El perfecto capitán instruido en la disciplina militar y nueva ciencia de artillería / por Alava y Viamont, Diego de, 1590.(Obra impresa sobre artillería escrita por un español). Esta obra es considerada por muchos el primer tratado de artillería impreso escrito en castellano. Está dividido en 6 libros, dos de los cuales dedica a la descripción de la figura del perfecto capitán y a las virtudes que deberían acompañar a todo General, las otras cuatro partes del texto hablan de la guerra en términos generales. Este tratado tiene el fallo de desconocer la invención tanto de las bombas como de las granadas, ya conocidas en la fecha de la edición de la obra. Esta obra incluyó unas tablas para calcular los alcances de los cañones y morteros, las cuales serán después una constante de inclusión obligada en la tratadística artillera. Este autor es el primero de todos los nacionales que dijo : “que la línea descrita por una bala es una curva determinada por el movimiento de gravedad y de proyección”, pues antes se creía que caminaba mucho espacio en línea recta.
- Manuscrito de Cristóbal Espinosa “Diálogo de Artillería”, 1584
- Plática manual de artillería / Collado, Luís.- Milán 1592. Fue un ingeniero militar al servicio de Felipe II y Felipe III. Se le conoce con el nombre del “patriarca de la artillería”. Este tratado toca el aprendizaje teórico y práctico, la fundición y servidumbre de las piezas de artillería y sus municiones, así como la enseñanza e instrucción de los artilleros, en el quinto tratado describe como debe ser un General de Artillería.

#### Matemáticas, astronomía, física y ciencias en general
- Nuova sciencia / Nicolo Tartaglia, edición de 1592.Matemático que partiendo de las teorías de la geometría y de las matemáticas, buscó su aplicación a la artillería y más concretamente a la trayectoria del proyectil desde el momento del disparo hasta su llegada al objetivo. Este ejemplar tiene encuadernadas con él otras dos obras del mismo autor una de ellas de fortificación.
- Euclidis Megarensis mathematici clarissimi elementorum geometricorum: Lib. XV . – Basileae: Apud Iohannem Hervagium, 1537.
- Pratica d´arithmetica / di Francesco Ghaligai Fiorentino. – Nuouamente riuista et con somma diligenza ristampata.- In Firenze: appresso i Givnti, 1552.
- Eras. Osual. Schrecsensuchsii : commentaria in novas theoricas planetarum Georgii Purbachii quas etiam brevius tabulis pro eliciendis tum mediis motibus omnium planetarum. – Basileae: Per Henrichum Petri, 1556.
- La pratica della perspettiua/di Monsignor Daniel Barbaro. Patriarca d’Aquileia., con due tauole. – In Venetia: appresso Camillo & Rutilio Borgominieri, 1569.
- Hippiatria sive marescalia Lurentii Rusii ad Nicolaum sancti Hadriani diaconum Cardinalem… ut nullum tam nouo oris vitio laborantem equum invenias cui non hinc occurrere possis. – Parisiis: Excudebat Christianus Wechelus, 1531.

### SigloXVII

#### Tratadística artillera y de fortificación
- Discurso del capitán Cristóbal Lechuga: en que trata de la artillería, y de todo lo necesario a ella, con un tratado de fortificación y otros advertimentos. – En Milán: en el Palacio Real y Ducal, Por Mario Tulio Malatesta, 1611. Fue Teniente General de Artillería en Flandes, en este discurso estableció por primera vez como unidad de medida para las dimensiones de las piezas, el diámetro de las balas.
- Tratado de la artillería y uso [sic] della / platicado por el capitán Diego Ufano en las guerras de Flandes. – En Bruselas: en casa de Iuan Momarte impresor, 1612. Esta obra se divide en tres partes: en la primera describe los distintos tipos de piezas, la segunda contiene un diálogo entre un General de Artillería y el propio Ufano y la tercera se compone de una serie de lecciones necesarias para los artilleros.
- Discorsi delle fortificationi espugnationi et didele delle città et d’altri Luoghi / Di Carlo Theti; diviso in libri otto. -In Vicenza: Ad instanza di Giacomo Franceschi, 1617.
- El perfecto artillero: theorica y pràctica / por Julio César Firrufino. -En Madrid: por Iuan Martin de Barrio , 1648. Parece ser que Firrufino descubrió una serie de adelantos técnicos, pero la política de Felipe IV estaba orientada a guardar los adelantos técnicos para beneficio del país y evitar el espionaje industrial. Invento algunos instrumentos que se convertirán en imprescindibles para los artilleros a la hora de ejecutar el tiro. Entre ellos destaca el ” Compás de puntas redondas ” que servía para medir el diámetro de las balas y otro que permitía conocer en una sola operación el diámetro de las piezas.
- Artis magnae artilleriae: pars prima/auctore Casimiro Siemienowicz. Amsterodami: apud Ioannem Ianssonium, 1650.
- El práctico artillero : que contiene tres tratados / por Sebastián Fernández de Medrano . – Se venden en Bruselas : por Francisco Foppens, 1680.
- L’art de jetter les bombes / par Monsr Blondel. – A La Haye: chez Arnout Lcers, 1685.

#### Ciencia y tecnología
- Teatro de los instrumentos y figuras matemàticas y mecànicas/compuesto por Diego Besson; con las interpretaciones de cada figura, echas por Francisco Beroaldo. – Nuevamente impreso. – En León de Francia: por Horacio Cardón, 1602.
- Tycho Brahe astronomiae instauratae mechanica. -Noribergae: apud Levinum Hulsium, 1602
- Hydravlica pnevmatica arsqve navigandi: harmonia theorica, practica et mechanica phaenomena/autore M. Mersenno M. – Parisiis: sumptibus Antonii Bertier, via Jacobea, 1644.
- Della misvra dell´acqve correnti / di Benedetto Castelli. – In questa terza edizione accresciuta del Secondo libro e di molte curiose scritture non piú stampate. – In Bologna: per gli HH. del Dozza, 1660.
- Les quinze livres des elements de’Euclide / Traduit en françois par D. Henrion; tome I. – A Roven: Chez Jena Lucas, 1676.
- Geometria/à Renato Descartes anno 1637 Gallicè edita; postea autem unà cum notis Florimondi de Beavne; opera atque studio Francisci á Schooten. – [Editio tertia, multis accessionibus exornata & plus altera sui parte adaucta]. – Amstelodami: ex typographia Blaviana, 1684.

#### Geografía, historia y topografía
- Atlas nuevo de la Extrema Asia o Descripción geographica del Imperio de los chinos / por el R.P. Martino Martinio de la Compañía de Iesu. A [sic] Ámsterdam: en [sic] costa y en casa de Juan Blaeu, 1659.
- Topografía de la villa de Madrid /descrita por Don Pedro Texeira. – 1: 500 varas castellanas. -Antuerpiae: Ioannis et Iacobi van Veerle, 1656.
- Historia de la insigne ciudad de Segouia y conpendio de las [sic] historias de Castilla / autor Diego de Colmenares. En esta segunda impresion sale añadido un índice general de la Historia y las vidas y escritos de los escritores segovianos. – (En Madrid: por Diego Diez: a costa de su autor, 1640.)

### SigloXVIII

#### Arte militar y fortificación
El siglo de oro de la fortificación fue la primera mitad del siglo XVIII y a partir de los fondos existentes en la Biblioteca se puede apreciar el nivel del arte de fortificar al que llegaron los oficiales ingenieros. La artillería sufrió en este siglo reformas y cambios radicales (el Reglamento de nuevo pie, fechado en 1762 organiza en todos los aspectos el arma de artillería) todo esto se puede seguir consultando los fondos de la Biblioteca. Desde el punto de vista del material de artillería el XVIII, fue un siglo vertiginoso en avances y progresos en las técnicas de fundición.
- El architecto perfecto en el arte militar: dividido en cinco libros, que saca a la luz Don Sebastián Fernández de Medrano. -En Amberes: Por Henrico y Cornelio Verdussen, 1708.
- Morogues, Bigot de Essay de l’application des forces centrales aux effets de la poudre a canon: d’oú l’on déduira une Théorie propre perfectionner les differentes bouches à feu / par Bigot de Morogues. – A Paris: Chez C. A. Jombert, 1737.
- El perfecto ingeniero francés o la fortificación ofensiva y defensiva /Deidier.- París, 1742.

#### fondos científicos y técnicos
- Opere di Galileo Galilei nobile fiorentino accademico linceo: tomo terzo. – Nuova edizione. – In Firenze: nella Stamp. di S.A.R. per Gio: Gaetano Tartini, e Santi Franchi, 1718.

Crouzas, M. de
- Traite de l’algebre / par M. de Crouzas, de l’academie royale des sciences. – A Paris: chez François Montalant, 1726.
- Tosca, Tomás Vicente (C.O.) (1651-1723) Compendio mathematico: en que se contienen todas las materias más principales de las ciencias, que tratan de la cantidad / que compuso el doctor Thomas Vicente Tosca de la Congregación del Oratorio de S. Felipe Neri; tomo I ; que comprehende Geometria elementar, arithmetica inferior, geometria practica. – Segunda impression, corregida y enmendada. – En Madrid: en la imprenta de Antonio Marin: se hallarà en la librería de Juan de Moya y en casa de D. Jayme Marquès, 1727.
- Philosophiae naturalis principia mathematica /auctore Isaaco Newtono, Eq. aurato; “Perpetuis commentariis illustrata, communi studio” PP. Thomae Le Seur & Francisci Jacquier “Ex Gallicanâ Minimorum Familâ, Matheseos Professorum”; tomus primus. – Genevae: typis Barrillot & Filii bibliop. & typogr., 1739.
- Introductio in analysin infinitorum / auctore Leonhardo Eulero; tomus primus. – Lausannae: apud Marcum-Michaelem Bousquet & Socies, 1748.
- Elementos mathematicos para el uso de la Real Academia de Caballeros Oficiales y Cadetes del Rl. Cuerpo de Artillería [Manuscrito] / Lorenzo Laso de la Bega [sic], Capitán del Rl. Cuerpo de Artillería. – 1765 feb. 1.
- Élémens généraux des principales parties des mathématiques nécessaires a l´artillerie et au génie / par M. l´Abbé Deidier; Tome premier. – Nouvelle édition dirigée, rectifiée, pésentée avec plus d´ordre par l´auteur de la Théorie des êtres sensibles. – A Paris, rue Dauphine: chez Charles-Antoine Jombert, pere, 1773.
- Curso matemático para la enseñanza de los caballeros cadetes del Real Colegio Militar de artillería / por Don Pedro Giannini; tomo I. – Madrid: Por D. Joachin Ibarra, impresor de Cámara de S.M. y de dicho Real Colegio Militar, 1779.
- Compendio de matemáticas: dispuesto para las Escuelas del Real Cuerpo de Artillería de Marina / baxo la dirección de Don Francisco Xavier Rovira; tomo primero, de la aritmética. – Cádiz: En la Imprenta Real de Marina, 1784.
- Diccionario universal de física / escrito en francés por Brisson, Mathurin-Jacques; traducido al castellano y aumentado con los nuevos descubrimientos posteriores a su publicación por los doctores D.C.C. y D.F.X.C. – Madrid: En la Imprenta de Benito Cano, 1796-1802.
- La meteorología aplicada a la agricultura: memoria premiada por la Sociedad Real de las Ciencias de Montpellier/ Abate Josef Toaldo ; traducida e ilustrada con varias notas por el Capitán D. Vicente Alcalá Galiano, Teniente del Real Cuerpo de Artillería, profesor de matemáticas en su Academia y Secretario de la Sociedad Económica de Segovia, en la imprenta de Antonio Espinosa, 1786.

#### Historia y geografía
- Historia de la última guerra: que contiene todo lo más importante, acontecido en Italia, el Rhin, Polonia, y la mayor parte de las Cortes de Europa, desde el año de 1733 hasta el de 1736 / [compuesto en idioma francés por Monsieur P. Massuet]; y traducida del idioma francés al español por Don Ventura de Argumossa; tomo primero. – En Madrid : por Gabriel Ramírez, 1738.
- Histoire / de Polybe; nouvellement traduite du grec par Don Vincent Thuillier, Bénédictin; avec un commentaire ou un corps de science militaire, enrichi de notes par M. de Folard; tome premier. – Nouvelle edition revûë, corrigée & augmentée dun supplement. -A Ámsterdam: chez Zacharie Chatelain et Fils, 1759.
- Compendio histórico, geográfico, y genealógico de los Soberanos de la Europa : descripción de sus cortes / por Don Manuel Trincado — Tercera impression — Madrid: por Joachin Ibarra, calle de las Urofas: a costa de la Compañía de Impressores, y Mercaderes de Libros del Reyno, 1764.
- Historia de Carlos XII, Rey de Suecia / Voltaire, François Maria Arouet de/ traducida del francés al español por Don Leonardo de Uria y Orueta; tomo primero. -Corregida y añadida con las reflexiones históricas y críticas de M. de la Motraye en esta última impresion. – En Madrid: En la Imprenta de Don Pedro Marín, 1781.

### SigloXIX

#### Fondos artilleros y de fortificación
- Colección de ejercicios facultativos para la instrucción / formada por disposición de José Urrutia, Capitán General del Ejército.- Madrid: Imp. Real, 1801.
- Cours elementaire de fortification a l’usage de M. M. Les elèves de l’Ecple speciale impériale militaire / M. Savart ; traducido al español por O-Ryan.- Paris: Chezzz Valde, 1812.
- Elements de pyrothechnie divisés en cinq parties / Claude-Fortune Ruggieri.- Paris: Chez Barba, 1811.
- Ordenanza dividida en catorce reglamentos que S. M. Manda observar en el Real Cuerpo de Artillería para sus diferentes ramos de tropa, cuenta y razón, y fábricas.- Madrid: Imprenta Real, 1802.
- Arte de fabricar la pólvora: dividido en tres libros / Tomás Morla.- Madrid : Imprenta Real, Pedro Julián Pereyra, 1800.
- Opuscules physiques et chimiques /A. Lavoisier.- 2 nd ed.- A Paris : Chez Deterville, 1801.
- Traité de mécanique céleste /P. S. Laplace.- Paris : Crapelet, 1799-1825 5 vol. Distintos impresores.

### Fondos históricos y geográficos
Los libros de historia y geografía que encontramos en la biblioteca de la Academia de Artillería, raramente tienen que ver con la colección originaria del Colegio de Artillería. Abundan en ellos los exlibris y dedicatorias que aclaran en muchos casos su procedencia. En gran parte proceden de otras bibliotecas, privadas (cuyos dueños o herederos la donan a su muerte) o públicas (procedentes de instituciones desaparecidas, por motivos políticos o los diversos avatares de los organismos militares en España). Entre las públicas son de destacar, la de la Maestranza de Artillería de Sevilla, la de La Habana, la de Puerto Rico. Entre las colecciones privadas, donadas casi siempre a la muerte de su dueño, señalar la de Manuel Bourt y Entrena (fundamentalmente libros de viajes o historia militar de Francia, muchos en francés) ; la del Capitán Antonio Rey; el General Manuel Bonet, pero sobre todo el Teniente General Juan de Dios Córdova y Govantes. Existen libros con dedicatorias manuscritas del director del Instituto Geográfico y Estadístico, Carlos Ibáñez e Ibáñez de Ibero, o de autores anteriormente profesores o alumnos de la Academia (Adolfo Carrasco), del historiador y cronista segoviano Carlos de Lecea, etc.
Prácticamente no hay libros de historia y geografía en la colección de la Academia anteriores a 1800. Son en su mayor parte obras escritas en el siglo XIX, a excepción de la astronomía y de los atlas de la casa Blaeu (siglo XVI al XVII).
En historia destacan autores: Cesar Cantú, William Oncken, Nicolás María Serrano, Georg Weber, en España fue muy leído el Resumen de Historia General de Fernando de Castro.
En historia militar destaca la del Conde de Clonard, Memoria histórica de las Academias y Escuelas Militares de España, con la creación y estado presente del Colegio General establecido en la Ciudad de Toledo. Serafín María de Sotto, Conde de Clonard fue un tratadista militar muy difundido e incluso consultado en el siglo XX. Fue Gobernador Militar de Cádiz.
José Gómez Arteche y Moro, fue un gran aficionado investigador de la historia, consultando documentación en archivos.